# 馬爾科·卡普亞諾
馬爾科·卡普亞諾（義大利語：Marco Capuano；1991年10月14日—）是一位意大利足球運動員，在場上的位置是中後衛。他現在效力於意甲球隊費辛隆尼。他也代表意大利各級青年國家足球隊參加賽事。